# 波斯語動詞
波斯語動詞（羅馬化：Fe’lhā-ye fārsi, 發音：[feʔlˈhɒːje fɒːɾˈsiː]）與大多數歐洲語言相比非常規則。從字典中取出的三個詞幹說明（比如 gir, gereft 'take, took', nevis, nevešt 'write, wrote', deh, dād 'give, gave' 等），由此幾乎可以推導出任何動詞。主要的不規則是給定一個詞幹，通常不可能預測出另一個詞幹。另一個不規則動詞是“to be”在現在時沒有詞幹。
波斯語動詞是屈折形式、用在三個單數及三個複數人稱。第二與第三人稱複數通常用在單數人稱上於表示禮貌。
波斯語的時態比英語少。總共有大約10種時態。最大的多樣性以涉及過去事件的時態表示。一系列過去時（簡單過去式、未完成時以及過去完成時）與相應的完成時系列（現在完成式、完成進行式以及過去完成時——最後一個是通過在完整時態上添加一個完美後綴而構成）。這些完成時有時用作英語完成時（比如“我已經完成”等），但通常用於推理、或報告意義上（“顯然我已經完成”等），類似於土耳其語中的完成式。
現在時有多種含義（習慣性、進行時、準時性、歷史性）。在口語波斯語中，這種時態也用於將來式，儘管在正式語言風格中也存在單獨將來時。在波斯語口語中，也有三種進行時（現在式、過去式以及完成式）。
有兩種虛擬語氣形式，現在虛擬式和完成虛擬式。虛擬式動詞常在英語裡使用不定式的語式，比如“我想去”在波斯語中表示為“我想我可以去”。
通過在第二個詞幹上添加 -e 構成一個完成式分詞。這個分詞在不及物動詞中運用，比如 räfte 'gone'，但在及物動詞中是被動語態，比如 nevešte '（由某人）寫的'。除了用於製作完成時態外，通過添加動詞 šodan 'to become' 的不同部分，該完成式分詞還可用於製作及物動詞的被動語態。
複合動詞，比如 bāz kärdän 'to open'（字面意思是'to make open'）和 yād gereftän 'to learn'，在現代波斯語中經常用。
在波斯語口語中，常用的動詞傾向於以縮寫形式發音，例如 äst 'he is' 發音為 e，mirævæd 'he go' 發音為 mire，而 miguyäm 'I say' 發音為 migäm。 （比較語言一下，例如在英語中的“gotcha”是“have you got your...”的縮寫形式）
在波斯語中，動詞通常出現在從句的末尾；但有時也有例外（比如，在波斯語口語中，經常聽到諸如 räftæm Tehrān '我去了德黑蘭'之類的短語，其中目地語跟在動詞之後）。

## 參閱
- 蘇聯語言

## 外部連接
- فهرست فعل‌های پارسی با معنای آن‌ها، محمد بشیر حسین، بخش یک و بخش دوم، دانشکدهٔ تهران
- bashiri1.pdf （页面存档备份，存于）
- بحثی دربارهٔ صرف فعل در زبان علمی فارسی، دکتر محمد حیدری ملایری
- یدالله منصوری، بررسی ساختار فعل‌های جعلی (برساخته) در فارسی میانه （页面存档备份，存于）
- farsifelhaa.pdf
- Persian Verb Conjugator （页面存档备份，存于）
- J.R. & Yarmohammadi, L., "The Persian Verb Reconsidered" , Archi Orientalni, 46, 1978(Page 46-60)